# نادي المثنى الرياضي
نادي المثنى الرياضي هو فريق كرة قدم عراقي مقره في المثنى، يلعب في الدوري العراقي الدرجة الثانية.

## التاريخ الإداري
- رحمن حربي
- فارس عطية
- عبد الجبار الميالي
- حسين جاسم

## أنظر أيضا
- كأس العراق 2001–02
- كأس العراق 2002–03
- كأس العراق 2018–19
- كأس العراق 2021-22

## روابط خارجية
- نادي المثنى على Goalzz.com
- أندية العراق - تواريخ التأسيس